# Ondřej Boula
Ondřej Boula est un joueur tchèque de volley-ball né le 22 novembre 1977 à Příbram (Bohême-Centrale). Il mesure 1,95 m et joue passeur. Il totalise 70 sélections en équipe de République tchèque.

## Clubs
| Club                 | De        | À         |
| -------------------- | --------- | --------- |
| Dukla Libereč        | 1997-1998 | 2003-2004 |
| Spacer's de Toulouse | 2004-2005 | 2007-2008 |
| Stade Poitevin       | 2008-2009 | 2009-2010 |
| Paris Volley         | 2010-2011 | 2010-2011 |
| Maliye Milli Piyango | 2011-2012 | …         |

## Palmarès
- Championnat de République tchèque (2)
  - Vainqueur : 2001, 2003
  - Finaliste : 2004
- Coupe de République tchèque (1)
  - Vainqueur : 2001